# Robot cartesià
Un robot cartesià, o rectangular, és un robot industrial comprès de tres articulacions prismàtiques amb les direccions de translació disposades perpendicularment, seguint un sistema de coordenades cartesianes.

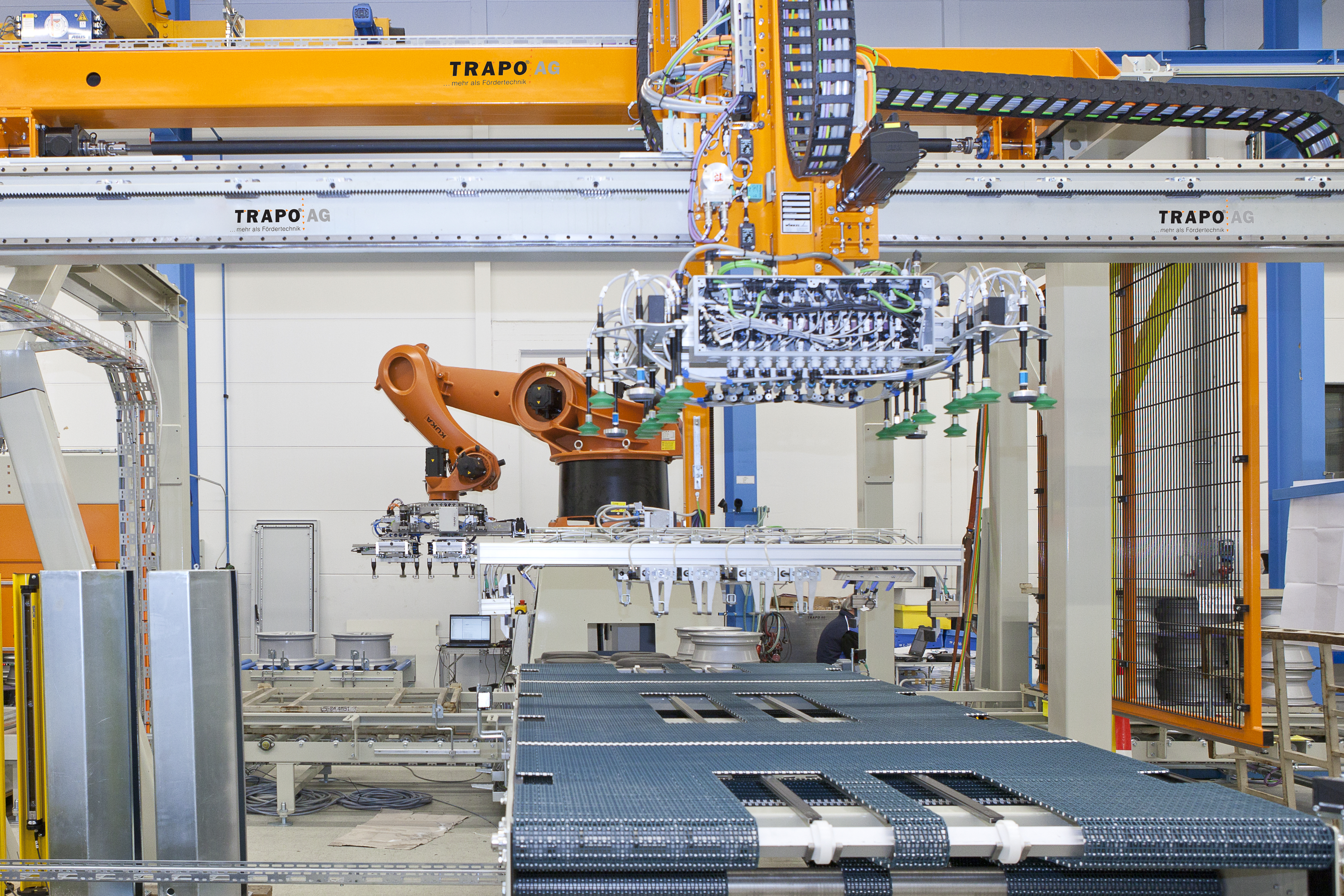
Un robot cartesià de tipus pòrtic, en primer pla, amb un robot articulat al darrere.

Una característica fonamental d'aquest tipus de robots és que les articulacions poden estar desacoblades. Això permet desenvolupar robots precisos amb estructures mecàniques molt rígides i de grans dimensions, sovint anomenats de pòrtic o gantry, semblants a ponts grua però que funcionen de forma autònoma. El desacoblament també simplifica el disseny, l'anàlisi de la cinemàtica i evita singularitats a les primeres tres articulacions. Per altra banda, el robot cartesià requereix ocupar un volum més gran que el producte en què treballarà, ja que l'espai de treball està limitat a l'interior de la seva estructura.
Les aplicacions més habituals del robot cartesià són el muntatge electrònic, el transport de productes voluminosos o pesants a dins de fàbriques i, d'ençà de la dècada dels 2010, ha esdevingut una configuració molt popular per a impressores 3D. L'any 2011, segons la Federació Internacional de Robòtica, es van vendre un total de 32.306 robots cartesians, una quota de mercat del vint per cent sobre el total de robots industrials venuts.